# Buthidaung
Buthidaung (birmano: ဘူးသီးတောင်မြို့ [búðídàʊɰ̃ mjo̰]) es una localidad del Estado Rakáin, en el oeste de Birmania. Dentro del estado, Buthidaung es la capital del municipio homónimo en el distrito de Maungdaw.
No existen datos fiables sobre el número de habitantes de la localidad, ya que forma parte de la zona de mayoría étnica de los rohinyá, que en 2008 formaban el 80% de la población del área. Los rohinyá son considerados por el gobierno birmano como bengalís apátridas, por lo cual han sido objeto de una gravísima persecución étnica que en la década de 2010 llevó a la mayoría de ellos a refugiarse fuera del país.
Su desarrollo urbano comenzó en 1918, cuando se construyeron unos túneles que conectaban la localidad con la vecina Maungdaw. Estos túneles fueron un punto estratégico para los británicos para repeler la invasión japonesa durante la Segunda Guerra Mundial. Buthidaung sufrió graves inundaciones en 2010 y 2011, lo que unido al posterior ataque contra los rohinyá y a la respuesta violenta de su propia insurgencia ha dejado la localidad en un estado catastrófico.
Se ubica unos 15 km al este de la capital distrital Maungdaw, a orillas del río Mayu.